# Citrál

Geraniál

Nerál

A citrál vagy 3,7-dimetil-2,6-oktadienal (C10H16O) egy terpenoid.
Két izomer keveréke.
- A transz-izomer neve geraniál vagy citrál A.
- A  cisz-izomer neve nerál vagy citrál B.

A citrál a citromfűolaj, valamint Cymbopogon-fajok illóolajának fő alkotórésze.
Jelen van még a verbena, citrom és narancs illóolajában is. 
A geraniálnak erős citromillata van, a nerálnak gyengébb, de édesebb.
A citrált ezért aromának használják az illatszeriparban. 
Ezen kívül felhasználják az A-vitamin, a jonon és a metil-jonon szintézisénél is.